# Moncontour, Côtes-d'Armor

Moncontour este o comună în departamentul  Côtes-d'Armor, Franța. În 1 ianuarie 2022 avea o populație de 742 de locuitori.